# Partos Sándor
Partos Sándor (Alexander Partos; Nagysurány, 1898. február 21. - Nyitra, 1937. október 18.) nyitrai belgyógyász, egyetemi tanársegéd.

## Élete
Zsidó családból származott. 1908-tól az érsekújvári ferences gimnáziumban tanult, ahol 1915-ben érettségizett és tanulmányi ösztöndíjat kapott, majd orvostanhallgató lett a Budapesti Tudományegyetemen. Bécsben végzett 1920-ban.
1924-ben telepedett le Nyitrán, majd saját költségén modern kutatóintézetet rendezett be. Római, bécsi, berlini, budapesti egyetemeken, illetve párizsi és moszkvai kongresszusokon tartott vendégelőadásokat. Többek között a cukorbaj gyógyításán fáradozott.
A túlfeszített munka kikezdte egészségét, súlyos szívburokgyulladást kapott. A nyitrai temetőben nyugszik.

## Művei
- 1927 Gesetzmäßiger Zusammenhang zwischen Blutzuckergehalt und Blutgerinnungsgeschwindigkeit. Deutsche Medizinische Wochenschrift 53.
- 1929 Regulation des Kohlehydratstoffwechsels.
- 1932 Die autonome Regulationsfähigkeit der Zellen und ihre Beziehungen zum physiologischen und pathologischen Kohlehydratstoffwechsel. (tsz. Alfred Herzog)
- 1933 Über die autonome Regulation der Zellen nach Verabreichung von Phlorrhizin. (tsz. Alfred Herzog)
- 1937 Geschlecht und Körperzelle. Zeitschrift für die gesamte experimentelle Medizin volume 100, 521–526.